# وایدن (آلاباما)
وایدن (به انگلیسی: Vaiden) یک منطقهٔ مسکونی در ایالات متحده آمریکا است که در آلاباما واقع شده‌است. وایدن ۵۹٫۱۳ متر بالاتر از سطح دریا واقع شده‌است.